# Virgil Mihăilescu-Bîrliba
Virgil Mihăilescu-Bîrliba (28 octombrie 1937, Roman - 15 iulie 2024) a fost un profesor universitar român, arheolog și numismat al Antichității. 

## Viața și activitatea
S-a născut la data de 8 octombrie 1937, în orașul Roman. A urmat studiile secundare la Piatra Neamț, unde tatăl său, Haralambie Mihăilescu, era profesor. A studiat la Facultatea de Istorie a Universității din București între 1956-1961. Ulterior a profesat în învățământul preuniversitar la Sărmășag (jud. Sălaj) și Borca, jud. Neamț). În anul 1964 este angajat la Muzeul de Istorie și Arheologie din Piatra Neamț, devenit din 1968 director adjunct, apoi director. Odată cu organizarea Complexului Muzeal Județean Neamț (1978), este numit șeful secției Istorie.
A obținut doctoratul în istorie în anul 1975, cu teza Legăturile dintre lumea romană și cea barbară de la est și nord de Carpații Răsăriteni în prima jumătate a mileniului I e.n., în special pe baza descoperirilor monetare, coordonată de profesorul Dumitru Tudor. După 1990 a fost cercetător la Institutul de Arheologie din Iași, director adjunct al Institutului și profesor în cadrul Facultății de Istorie a Universității „Alexandru Ioan Cuza” din Iași. Din 1996 a devenit conducător de doctorate în specialitatea „Numismatică”.
A manifestat un interes deosebit pentru introducerea unor noi metode în cercetarea arheologică și numismatică, inclusiv prin utilizarea computerului în aceste domenii. În anul 1996, a organizat la Iași o manifestare științifică internațională consacrată întrebuințării calculatorului în arheologie, fiind ales și membru al Comitetului de conducere (Steering Committee) al organizației „Association for Computer Applications in Archaeology” cu sediul la Cambridge.
A fost membru al Societății Numismatice Române, al Societății Române de Studii Clasice, al Societății de Științe Istorice din România, al Asociației Internaționale de Arheologie Clasică, Lydia Lithos ș.a. A fost redactor resposabil al revistelor Memoria Antiquitatis din Piatra Neamț și Arheologia Moldovei din Iași. A condus și a participat la săpăturile șantierelor arheologice Bâtca Doamnei - Piatra Neamț, Piatra Șoimului (Calu), Târzia, Gura Secului și Braniște, toate din județul Neamț.

## Opera
Pe lângă activitatea arheologică, a activat în domeniul numismaticii; a fost autor a cinci monografii, a editat nouă volume și a publicat un număr impresionant de articole de specialitate. Lista completă până în anul 2007 în Gheorghe Dumitroaia (2007). „Dr. Virgil Mihăilescu-Bîrliba la 70 de ani!”. Memoria Antiquitatis. Acta Musei Petrodavensis. 24/2: 17–29.

### Cărți
- Cimitirele antice de la Nemțișor și Târzia din județul Neamț: contribuții privitoare la cunoașterea obiceiurilor funerare din Cultura tumulilor carpatici, Editura Mega, Cluj, 2022;
- Numismatica, vol. I, Editura Universității „Al.I.Cuza”, Iași, 2005;
- Dacia răsăriteană în secolele VI-I î. e. n. Economie și monedă, Editura Junimea, Iași, 1990;
- La monnaie romaine chez les Daces orientaux, BHR, Monographies, XXIII, Editura Academiei, București, 1980;
- Tezaurul de la Măgura, Bibliotheca Carpica, I, Muzeul Județean de Istorie și Artă Bacău, Bacău, 1977.

Volume coordonate în colaborare:
- Miscellanea romano-barbarica. In honorem septagenarii magistri Ion Ioniță oblata, (ediderunt Virgil Mihailescu-Bîrliba, Cătălin Hriban, Lucian Munteanu) Academia Română, Institutul de Arheologie din Iași, Honoraria 2, Editura Academiei Române, București, 2006.
- The Great Medieval Coin Hoard of Iași, (edited by Virgil Mihailescu-Bîrliba and translated by Adrian Poruciuc and Norbert Poruciuc), Academia Română, Institutul de Arheologie din Iași, Institutul European Press, Iași, 2006.
- CAA96 - Computer Applications and Quantitative Methods in Archaeology (edited by Kris Lockyear, Timothy J.T. Sly and Virgil Mihăilescu-Bîrliba), BAR International Series 845, Archaeopress, Oxford, 2000.